# Henri Marinho
Pour les articles homonymes, voir Henri.
 (août 2022).
Si vous disposez d'ouvrages ou d'articles de référence ou si vous connaissez des sites web de qualité traitant du thème abordé ici, merci de compléter l'article en donnant les références utiles à sa vérifiabilité et en les liant à la section « Notes et références ».
Henri Marinho dos Santos, né le 19 février 2002 à Araçatuba, plus connu sous le nom de Henri Marinho ou simplement Henri, est un footballeur brésilien qui joue au poste de défenseur central avec le SE Palmeiras  ainsi qu'en équipe du Brésil des moins de 17 ans.

## Biographie
Né dans les quartiers pauvres d'Araçatuba, à Alvorada, il grandit dans une famille très impliquée dans le football local, son père, Helio Pereira dos Santos, est entraîneur du América Futebol Clube et son grand frêre Heitor joue dans les catégories de jeunes du Gremio.

### Carrière

#### En club
Jouant au football très tôt, Henri Marinho rejoint l'América FC dès 6 ans, avant d'intégrer l'académie du prestigieux club de Palmeiras où il gagne plusieurs championnats juvéniles de l'État de São Paulo.

#### En sélection nationale
En octobre et novembre 2019, il est sélectionné pour la Coupe du monde des moins de 17 ans au Brésil. Marinho porte le brassard de capitaine des brésiliens tout le long de la rencontre, jouant la totalité des minutes des matchs de son équipe.
Le Brésil remporte la finale de la compétition, qu'elle n’a plus atteint depuis 2003.

## Palmarès
Équipe du Brésil des moins de 17 ans
- coupe du monde des moins de 17 ans
  - Vainqueur en 2019.